# HD 170469 b
HD 170469 b ist ein Exoplanet, der den gelben Unterriesen HD 170469 alle 1087 Tage umkreist. Auf Grund seiner hohen Masse wird angenommen, dass es sich um einen Gasplaneten handelt.

## Entdeckung
Der Planet wurde mit Hilfe der Radialgeschwindigkeitsmethode von Debra Fischer et al. im Jahr 2007 entdeckt.

## Umlauf und Masse
Der Planet umkreist seinen Stern in einer Entfernung von ca. 2 Astronomischen Einheiten und hat eine Masse von ca. 216,2 Erdmassen bzw. 0,68 Jupitermassen.